# Садік Чифтпинар
Садік Чифтпинар (тур. Sadık Çiftpinar, нар. 1 січня 1993, Сейхан, Туреччина) — турецький футболіст, центральний захисник клубу «Касимпаша».

## Ігрова кар'єра

### Клубна
Садік Чифтпинар є вихованцем стамбульського клубу «Галатасарай». Але на дорослому рівні першу гру футболіст провів у складі клубу аматорського дивізіону «Гачка СК». На початку 2015 року Чифтпинар перейшов до клубу «Єні Малатьяспор», разом з яким за три сезони пройшов шлях від Другої ліги до Суперліги. У вересні 2017 року футболіст дебютував у вищому дивізіоні чемпіонату країни.
Своєю грою на вищому рівні Чифтпинар привернув до себе увагу лідерів турецького футболу. І в січні 2019 року перейшов до клубу «Фенербахче», з яким підписав контракт на 3,5 роки. Та закріпитися в основі «Фенербахче» захисник так і не зумів, провівши в команді лише 19 ігор. І влітку 2021 року повернувся до «Єні Малатьяспору». Де через скандал з вболівальниками команди був виключений зі складу на невизначений термін.
Влітку 2022 року Чифтпинар перейшов до клубу «Касимпаша».

### Збірна
З 2009 року Садік Чифтпинар виступав за юнацькі збірні Туреччини різних вікових категорій.